# Phytoliriomyza rossi
Phytoliriomyza rossi este o specie de muște din genul Phytoliriomyza, familia Agromyzidae, descrisă de Mitsuhiro Sasakawa în anul 1992.
Este endemică în Ecuador. Conform Catalogue of Life specia Phytoliriomyza rossi nu are subspecii cunoscute.